# Кулигино (Пермский край)
Кулигино — деревня в Добрянском районе Пермского края. Входит в состав Краснослудского сельского поселения.

## Географическое положение
Расположена на крайнем юге Добрянского района, примерно в 0,5 км от берега Камского водохранилища, примыкает к западной окраине административного центра поселения, деревни Залесная.

## Население
| 2010 |
| ---- |
| 63   |

## Улицы
- Камская ул.

## Топографические карты
- Лист карты O-40-65 Пермь. Масштаб: 1 : 100 000. Издание 1979 г.